# Zasada ostrożności (etyka)
Zasada ostrożności (od ok. 1988 roku) – zasada etyczna, zgodnie z którą jeśli istnieje prawdopodobne, chociaż słabo znane, ryzyko negatywnych skutków nowej technologii, jest lepiej jej nie wprowadzać w życie zamiast ryzykować niepewne, ale potencjalnie bardzo szkodliwe, konsekwencje.

## Zastosowanie
Zasada ta jest przywoływana w dyskusjach nad dopuszczalnością nowych leków czy produkcją żywności (GMO) wobec braku jednoznacznych naukowych dowodów szkodliwości danych technologii lub nawet dowodów temu zaprzeczających.
Zasada ostrożności jest krytykowana jako „nieracjonalna” i „nienaukowa”.
Według Davida Deutscha zasada ostrożności jest wyrazem głębokiego konserwatyzmu i cały postęp ludzkości jest historią łamania istniejących w różnych kulturach "zasad ostrożności". Zjawiska o wielkiej skali, będące z punktu widzenia ludzkości katastrofami wydarzają się bowiem niezależnie od jej woli lub działań. Ich przetrwanie wymaga wiedzy i postępu, zaś jedyną metodą zdobywania wiedzy jest podejmowanie eksperymentów, a co za tym idzie ryzyka eksperymentów nieudanych. Szkoda płynąca z innowacji jest zawsze skończona, tymczasem korzyści mogą być potencjalnie nieskończone.
Robert Hahn i Cass Sunstein argumentują, że ta zasada nie jest pomocna w podejmowaniu trudnych wyborów, stosowana dosłownie może prowadzić do paraliżu decyzyjnego, a zamiast niej proponują porównanie kosztów i korzyści.
Michael Crichton zwrócił uwagę, że zasada ostrożności jest wewnętrznie sprzeczna i, w dosłownym rozumieniu, uniemożliwia stosowanie samej siebie.
Yaneer Bar-Yam, Rupert Read i Nassim Nicholas Taleb przedstawili sformalizowaną definicję zasady ostrożności, która ma rozwiązać problemy związane z zakresem jej stosowania. Według nich zasadę ostrożności należy opierać na możliwości nieliniowego rozrostu danego zjawiska i prawdopodobieństwie pojawienia się "skutków systemowych" czyli niszczących w skali całej planety, ekosystemu itd. Jako przykład zjawiska niemającego takich skutków autorzy podają energetykę jądrową, mającego — GMO. W pierwszym przypadku potencjalne awarie mogą mieć charakter poważny, ale nadal lokalny i jednostkowy, podczas gdy negatywne skutki rozprzestrzenienia się zmodyfikowanych genetycznie roślin mają charakter nieliniowo rosnący i globalny.

## Przepisy prawa
W prawie unijnym zasada ostrożności w dziedzinie ochrony środowiska została ustanowiona jako obowiązkowa, na podstawie art. 191 ust. 1 Traktatu o Funkcjonowaniu Unii Europejskiej (do wejścia w życie w 2009 r. traktatu lizbońskiego podstawą był art. 174 ust. 1 Traktatu Ustanawiającego Wspólnotę Europejską). Szczególne znaczenie ma w ochronie obszarów sieci Natura 2000, w tym zakresie była wielokrotnie podstawą wyroków Trybunału Sprawiedliwości Unii Europejskiej. Wywodzi się z niej w szczególności wnioski:
- Dla zezwolenia na przedsięwzięcie mogące potencjalnie oddziaływać na środowisko lub obszar Natura 2000 konieczne jest uzyskanie pewności, że nie ma ryzyka znaczącego negatywnego oddziaływania; nierozwiane racjonalne wątpliwości w tym zakresie uniemożliwiają wyrażenie zgody na realizację przedsięwzięcia;
- Obszary, które według danych naukowych powinny być wyznaczone jako obszary Natura 2000, ale nie zostały wyznaczone przez państwo członkowskie, muszą mimo to podlegać ochronie zapewniającej nienaruszalność ich wartości przyrodniczych, aż do momentu ostatecznego rozstrzygnięcia;
- Specjalne środki ochronne (np. ograniczenia, działania ochrony czynnej) muszą być wprowadzone już przy racjonalnie uzasadnionym podejrzeniu istnienia zagrożeń, bez oczekiwania aż powaga zagrożeń ujawni się z całą pewnością.

W prawie polskim w dziedzinie ochrony środowiska jest wyrażona przez art. 6 ust. 2 ustawy Prawo ochrony środowiska – Kto podejmuje działalność, której negatywne oddziaływanie na środowisko nie jest jeszcze w pełni rozpoznane, jest obowiązany, kierując się przezornością, podjąć wszelkie możliwe środki zapobiegawcze, a także – w stosunku do obszarów Natura 2000 – przez przepisy ustawy z 3 października 2008 r. o udostępnianiu informacji o środowisku i jego ochronie, udziale społeczeństwa w ochronie środowiska oraz o ocenach oddziaływania na środowisko.